# Катун (Пореч)
Катун (итал. Cattuno) је насељено место у Републици Хрватској у Истарској жупанији. Административно је у саставу Града Пореча.

## Становништво
Према последњем попису становништва из 2001. године у насељу Катун су живела 64 становника који су живели у 16 породичних и 6 самачких домаћинстава.
Кретање броја становника по пописима 1857—2001.
| година пописа  | 1857. | 1869. | 1880. | 1890. | 1900. | 1910. | 1921. | 1931. | 1948. | 1953. | 1961. | 1971. | 1981. | 1991. | 2001. |
| бр. становника | 0     | 0     | 162   | 214   | 204   | 224   | 0     | 0     | 215   | 195   | 155   | 111   | 91    | 66    | 64    |

Напомена:У 1857., 1869., 1921. и 1931. подаци су садржани у насељу Бардерна.